# Mario Ian
Mario Alejandro Balanian (Valentín Alsina, 7 de diciembre de 1960), más conocido como Mario Ian, es un cantante de heavy metal argentino, popular por haber pertenecido a la agrupación Rata Blanca, además de liderar otras bandas del mismo género. Actualmente lidera su proyecto IAN

## Carrera

### Hellion, Alakrán
Ian inicia su carrera en la agrupación Hellion, formada en el año 1981, con la que graba un álbum homónimo en 1984, logrando compartir escenario con la agrupación española Barón Rojo. Luego de la ruptura de Hellion, Ian conforma Alakrán, agrupación con la que lograría gran reconocimiento en su país natal. El 1 de febrero de 1990, junto a la banda Tarzen, Abren el show de Bon Jovi en el Estadio Vélez Sarsfield en lo que sería la primera presentación de la banda de New Jersey en la Argentina, en el marco del llamado Derby Rock Festival. Junto a Alakrán grabó dos discos: Vagabundear (1989) y Otra vez en las calles (1991).
El 24 de julio de 2010, Alakrán se reúne para ofrecer un concierto en el "Teatro de Colegiales", en Buenos Aires, donde graban el DVD Veneno Vivo.

### Rata Blanca
Tras la salida de Adrián Barilari de Rata Blanca, Mario Ian ingresa en las filas de la agrupación, contribuyendo con la voz y la composición. Graban el disco Entre el cielo y el infierno en 1994. Ian abandona la banda dos años después por diferencias con el guitarrista Walter Giardino.

### Devenir e IAN
Luego de su experiencia con Rata Blanca, Mario forma la banda Devenir, la cual se mantuvo en actividad desde fines de los años 90 hasta mediados de los 2000. Actualmente Mario lidera la agrupación IAN, a través de la cual profesa un claro mensaje cristiano.

## Discografía

### Con Hellion
- Hellion (1984)

### Con Alakrán
- Vagabundear (1989)
- Otra vez en las calles (1991)
- Veneno Vivo (2011) - DVD

### Con Rata Blanca
- Entre el cielo y el infierno (1994)

### Con Devenir
- Devenir EP (2000)
- Red Hipnótica (2003)

### Con Ian
- En tiempos de redención (2006)
- Nuevo orden (2012)

### Con Entre El Cielo y El Infierno
- Enviados (sencillo) (2023)

## Filmografía
- La pluma del ángel (1992)